# 神谷涼太
神谷 涼太（かみや りょうた、1997年11月6日 - ）は、日本の元子役。かつてはセントラル子供劇団に所属していた。
2020年から映像コンテンツ権利処理機構に連絡のとれない権利者として掲載されている。

## 出演

### テレビドラマ
- 弁護士高見沢響子（TBS）
- 二通の手紙（2004年、日本テレビ） - 伊織雄大 役
- 人間の証明（2004年、フジテレビ） - 郡翔平（幼少） 役
- ドクター・ヨシカの犯罪カルテ 1（2006年、テレビ東京/BSジャパン） - 新平 役
- 轟轟戦隊ボウケンジャー 第24話（2006年、テレビ朝日） - 源久郎（狐の化身） 役
- 結婚できない男 第7話（2006年、関西テレビ） - 子供 役
- 警察署長・たそがれ正治郎 3（2006年、テレビ東京/BSジャパン） - 広瀬誠一郎 役
- はぐれ刑事純情派スペシャル（2006年、テレビ朝日） - 森下大地 役
- 黒澤明ドラマスペシャル 第一夜 天国と地獄（2007年、テレビ朝日） - 権藤純 役
- フキデモノと妹（2008年、テレビ朝日）
- 瞳（2008年、NHK） - 横山武志 役
- 夢の足跡・画家マナブ間部（2008年、テレビ熊本） - 安田良平 役
- テレビ東京開局45周年記念ドラマスペシャル 春さらば〜おばあちゃん、天国に財布はいらないよ〜（2009年、テレビ東京） - 富山翔太 役
- テレビ東京開局45周年記念ドラマスペシャル 白旗の少女（2009年9月30日、テレビ東京） - 松川直裕 役
- ゲゲゲの女房 第130話[3]（2010年、NHK） - 飯田俊文 役
- ドン★キホーテ 第3話（2011年7月23日、日本テレビ） - 同級生 役
- エンドロール〜伝説の父〜（2012年、WOWOW）
- 家族のうた 第1話（2012年、フジテレビ）

### 映画
- 調布空港（2006年） - 大場太郎 役
- 椿山課長の七日間（2006年） - 雄一の弟 役
- バカバカンス（2008年）

### 吹き替え
- アズールとアスマール（英語版）（2007年）[4]
- ライラの冒険 黄金の羅針盤（2008年） - ビリー・コスタ 役
- ダウト〜あるカトリック学校で〜（2009年）

### CM
- ライオン
- 日本たばこ産業 セノビー
- トミーダイレクト チョウチョがでるゾウ
- セイコーマート
- 月星化成 ウルトラマンネクサスシューズ
- エプソン カラリオ
- 花王 ふんわりニュービーズ
- バンダイナムコゲームス ドラゴンボールZ バーストリミット（2008年）

### ビデオパッケージ
- オリックス・リアルエステート
- ベネッセコーポレーション こどもちゃれんじ「ほっぷ」「すてっぷ」「じゃんぷ」「じゃんぷおやこえいご」

### プロモーションビデオ
- w-inds.「四季」（2004年）
- ゆず「今夜君を迎えに行くよ」（2005年）

### カタログ
- 松坂屋 七五三カタログ